# Elasmozaury
Elasmozaury (Elasmosauridae) – rodzina wyspecjalizowanych plezjozaurów. Charakteryzowały się najdłuższymi szyjami wśród plezjozaurów. Najwcześniejsze elasmozaury osiągały do ok. 3 m długości. Pod koniec kredy urosły do 14 m (rodzaj Elasmosaurus). Przedstawiciele rodziny mają między 32 a 76 kręgów szyjnych (Elasmosaurus platyurus), najwięcej ze wszystkich znanych zwierząt w historii życia na Ziemi.
O'Keefe (2001) zdefiniował Elasmosauridae jako klad obejmujący rodzaje Brancasaurus i Styxosaurus, ich ostatniego wspólnego przodka i wszystkich jego potomków. Druckenmiller i Russell (2008) zdefiniowali Elasmosauridae jako klad obejmujący ostatniego wspólnego przodka gatunków Callawayasaurus colombiensis i Elasmosaurus platyurus oraz wszystkich jego potomków, zaś Ketchum i Benson (2010) zdefiniowali tę rodzinę jako klad obejmujący Elasmosaurus platyurus i wszystkie taksony bliżej spokrewnione z nim niż z Cryptoclidus eurymerus, Leptocleidus superstes, Plesiosaurus dolichodeirus lub Polycotylus latipinnis.
Nie jest pewne, jakie rodzaje plezjozaurów można zaliczyć do rodziny Elasmosauridae. Z analizy Ketchum i Bensona (2010) wynika przynależność do Elasmosauridae jedynie rodzajów Elasmosaurus, Libonectes, Terminonatator, Hydrotherosaurus, Aristonectes, Eromangasaurus, Callawayasaurus, Thalassomedon i Styxosaurus. Z analizy tej wynika zatem, że Elasmosauridae żyły jedynie w okresie kredowym, a ich najstarszym (choć nie najbardziej bazalnym) znanym przedstawicielem jest żyjący w apcie Callawayasaurus. Z wcześniejszych analiz kladystycznych wynikała też przynależność innych taksonów do Elasmosauridae; z analizy O’Keefe'a (2001) wynikało, że najbardziej bazalnym przedstawicielem rodziny był żyjący w walanżynie Brancasaurus. Według analizy Druckenmillera i Russella (2008) taksonem siostrzanym do Elasmosauridae sensu Druckenmiller i Russell 2008, a jednocześnie najbardziej bazalnym przedstawicielem Elasmosauridae sensu Ketchum i Benson 2010, był środkowojurajski (kelowej) Muraenosaurus. Inni autorzy zaliczali też do Elasmosauridae rodzaje Tuarangisaurus, Hydralmosaurus, Leptocleidus, Microcleidus, Hydrorion i Occitanosaurus; zaliczenie trzech ostatnich rodzajów do Elasmosauridae oznaczałoby, że rodzina istniała już we wczesnej jurze. Z analizy kladystycznej Ketchum i Bensona (2010) wynika jednak, że Leptocleidus i Brancasaurus należały do osobnej rodziny Leptocleididae, bliżej spokrewnionej z rodziną Polycotylidae niż z Elasmosauridae; natomiast Hydrorion, Microcleidus i Occitanosaurus były przedstawicielami rodziny Plesiosauridae. Muraenosaurus według tej analizy był blisko spokrewniony z rodzajem Cryptoclidus; autorzy nie wykluczyli jednak całkowicie, że mógł on być bazalnym przedstawicielem Elasmosauridae. Sennikow i Archangielski (2010) zaliczyli do Elasmosauridae żyjący w późnym triasie (wczesny lub środkowy noryk) rodzaj Alexeyisaurus; autorzy nie przeprowadzili jednak analizy kladystycznej, która mogłaby potwierdzić przynależność rodzaju do tej rodziny.